# Microthambema tenuis
Microthambema tenuis là một loài chân đều trong họ Thambematidae. Loài này được Birstein miêu tả khoa học năm 1961.